# Der Prozess gegen Michael Jackson
Der Prozess gegen Michael Jackson (Originaltitel: The People vs. Michael Jackson) ist eine zweiteilige australische Dokumentation, die sich mit dem 2005 stattgefundenen Strafprozess gegen den Popmusiker Michael Jackson befasst. Sie beleuchtet juristische, mediale und gesellschaftliche Zusammenhänge des Verfahrens, das weltweit für Aufsehen sorgte. Die Dokumentation besteht aus zwei Teilen, die jeweils etwa 80 Minuten lang sind.

## Inhalt
Die Dokumentation rekonstruiert den Strafprozess gegen Michael Jackson, der 2005 wegen des Vorwurfs des sexuellen 
Missbrauchs des damals 13-jährigen Gavin Arvizo vor Gericht stand und in allen 14 Anklagepunkten freigesprochen wurde. Der Prozess zog internationale Aufmerksamkeit auf sich.
Die Dokumentation kombiniert bis dahin unveröffentlichtes Videomaterial, Gerichtstranskripte und über 30 Interviews mit Geschworenen, Anwälten, Beobachtern und prominenten Zeugen. Im Mittelpunkt stehen Originalaussagen von Prozessbeteiligten, darunter die Brüder Gavin und Star Arvizo, die als Hauptzeugen auftraten, sowie Jacksons Verteidiger Thomas Mesereau. Auch TV-Persönlichkeiten wie Larry King und damalige Reporter kommen zu Wort.
Die Dokumentation zeigt den Verlauf des Verfahrens und beleuchtet gleichzeitig, wie Medien, öffentlicher Meinung, Ruhm, Reichtum und Macht die Justiz beeinflussten.

## Veröffentlichung
Die Dokumentation wurde bereits 2022 produziert, jedoch erst 2025 öffentlich ausgestrahlt. Der erste Teil wurde am 13. April 2025 vom australischen Fernsehsender Nine und dessen Streamingdienst 9Now ausgestrahlt. Der zweite Teil folgte eine Woche später. Die deutsche Premiere fand am 12. bzw. 19. Juni 2025 auf dem Pay-TV-Sender Crime + Investigation statt.

## Rezeption
Die Dokumentation wurde in der Presse positiv aufgenommen. Sie wurde für ihre gründliche Recherche und die ausgewogene Darstellung des Prozesses gelobt. Der Film beleuchte nicht nur die juristischen Aspekte, sondern thematisiere auch die gesellschaftlichen und kulturellen Auswirkungen des Verfahrens. Sie wurde als wichtiger Beitrag zur Diskussion über Prominenz, Macht und Justiz angesehen. Die Dokumentation wird als „journalistisch präzise“ beschrieben und biete neue Perspektiven auf den Prozess. Gelobt wurden die strukturierte Darstellung und die Einbindung bisher wenig beachteter Stimmen aus dem Umfeld des Prozesses.